# Wyrd (album)
Pour les articles homonymes, voir Wyrd (homonymie).
Albums de Elvenking
Heathenreel
(2001) The Winter Wake
(2006)
Wyrd est le deuxième album studio du groupe de Folk/Power metal italien Elvenking. L'album est sorti le 19 avril 2004 sous le label AFM Records.
Les titres Disappearing Sands et A Fiery Stride sont présents uniquement dans la liste des titres de la version limitée de l'album.
C'est le premier album de Elvenking enregistré avec la claviériste Elyghen, c'est la première fois qu'un claviériste est cité comme étant membre officiel du groupe. C'est également le dernier album enregistré avec le guitariste Jarpen au sein de la formation.

## Musiciens
- Kleid - chant
- Jarpen - guitare, chant
- Aydan - guitare, chant
- Gorlan - basse
- Elyghen - violon, claviers
- Zender - batterie

### Musiciens de session
- Pauline Tacey - chant féminin
- Laura De Luca - chant féminin
- Giada Etro - chant féminin
- Metti Zimmer - chant
- Umberto Corazza - flûte

## Liste des morceaux
1. The Losers' Ball – 1:49
2. Pathfinders – 5:22
3. Jigsaw Puzzle – 4:17
4. The Silk Dilemma – 4:19
5. Disappearing Sands – 4:41
6. Moonchariot – 6:49
7. The Perpetual Knot – 3:03
8. Another Haven – 5:06
9. A Fiery Stride – 4:59
10. Midnight Circus – 5:04
11. A Poem for the Firmament – 12:09